# 美國獨立紀念館
美國獨立紀念館（又稱獨立廳）是位於美國賓夕法尼亞州費城的一棟乔治风格的红砖建筑物。建于1732年到1753年之间，由埃德蒙·伍利和安德鲁·汉密尔顿设计，伍利主持修建。该建筑最高处距地面41m（135ft）。该建筑初由宾夕法尼亚殖民议会批准修建，作为宾夕法尼亚殖民当局的州议会的议场。另外两座小型建筑毗邻独立纪念馆：东侧的旧城厅（Old City Hall）和西侧的国会厅。1776年7月4日，來自英國殖民下的北美十三州的代表在這里簽署了由托马斯·傑斐遜撰稿的美國獨立宣言。1787年，美國憲法也在此地制定。在1790年到1800年費城作為美國首都的這段期間，該建筑是美國國會的所在地。
1979年，被聯合國教科文組織登錄為世界文化遺產。今天也是美国独立国家历史公园的一部分。

## 自由鐘

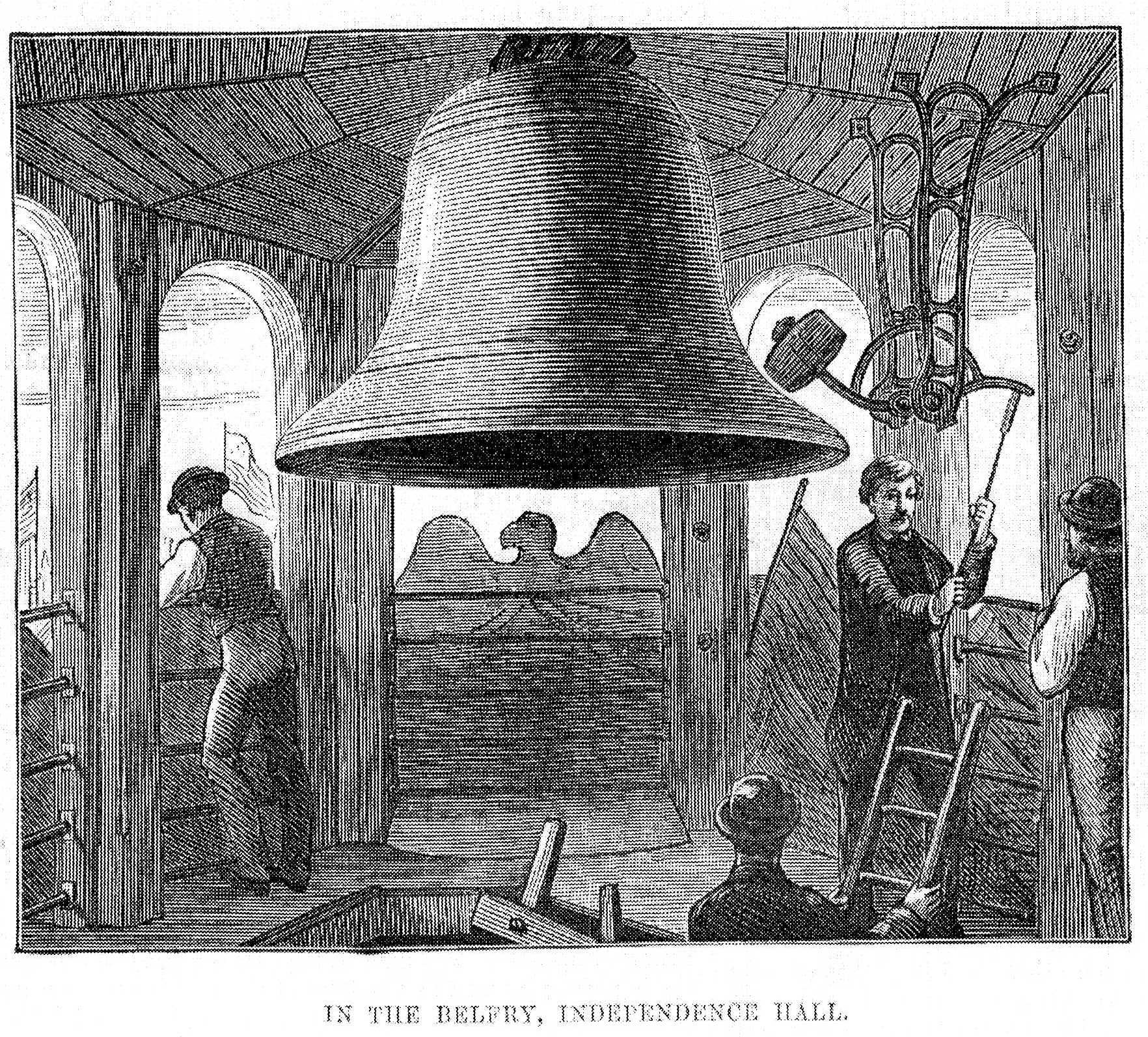
1876年雕画，百年钟在独立厅钟楼

该建筑的钟楼最初放置着自由鐘，后来由于钟体开裂，被卸下陈列于街对面的自由鐘中心。今天的钟楼，则设置着“百年鐘”，该钟在1876年美国独立百年博览会时首次亮相。1976年伊丽莎白二世访问费城时，赠予美国人民一座复制品“二百年鐘”，今天陈列于独立纪念馆临近的第三大街当代钟楼内。

## 独立及第二次大陆会议宣言

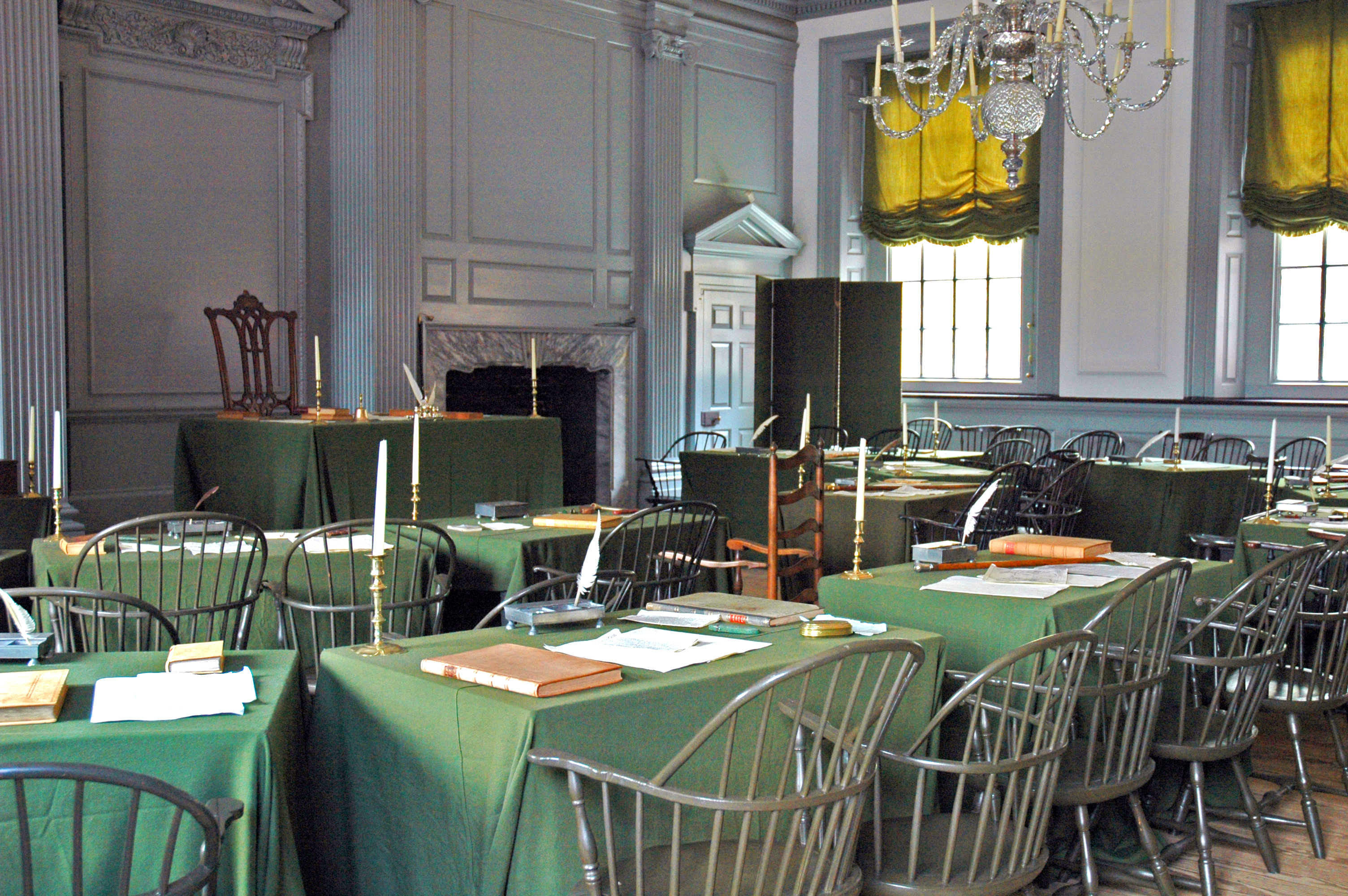
独立厅议事堂，美国独立宣言和宪法草案均在此签署

1775年至1783年，独立厅作为北美十三州殖民地举行第二次大陆会议会议时的场地。1776年7月4日美国独立宣言在此通过，并且此后在楼下，今天的独立广场位置向公众大声宣读。这一天也成为美国独立纪念日。
1775年6月14日，大陆会议代表在独立厅议事堂提名乔治·华盛顿为大陆军总司令，领导北美抵抗英军。7月26日，会议任命本杰明·富兰克林为首位邮政部长。
1777年9月，英军占领费城，大陆会议被迫放弃此处场地，逃往宾夕法尼亚约克镇，11月邦联条例在约克镇通过。1778年7月2日英军撤退后会议返回费城。然而1783年宾夕法尼亚兵变使得会议于当年6月再次转移它处。

## 美国宪法及费城国会
1786年9月，来自五个州的委员召开安纳波利斯会议，讨论并修改邦联条例，以促进贸易往来。同时他们也邀请各州代表前往费城共商国是。委员们辩论后的1787年2月21日，邦联议会同意修改邦联条例。是年，除过羅德島州外的12个州接受了邀请并派代表于1787年6月抵达独立厅。

## 相关事件
1918年10月26日托马斯·马萨里克在独立厅的台阶上宣布了捷克斯洛伐克的独立。
1948年，建筑内部得到重修，恢复到最初的面貌。第80届美国国会后，美国独立国家历史公园建立，以保护美国革命历史遗迹。独立国家历史公园是一块四街区组成的区域，包括以下著名景点：独立广场、卡本特厅（第一届大陆会议召开地）、富兰克林故居、格拉夫厅（重建，独立宣言起草地）、酒馆城（革命战争核心区域）等。
1962年美国独立日时，美国总统肯尼迪曾到此发表演说。
独立厅也作为100美元的背面印饰。